# Renate Stark-Voit
Renate Stark-Voit (* 30. November 1953) ist eine deutsche Musikwissenschaftlerin in Wien.

## Leben
Renate Voit studierte Musikwissenschaft (u. a. bei Gösta Neuwirth an der Grazer Musikhochschule) und erwarb ihr Doktorat an der Universität Wien mit einer Arbeit über Gustav Mahler (Gutachter Walter Pass und Theophil Antonicek). In erster Ehe war sie mit dem Wiener Musikwissenschaftler und Bibliothekar Ernst Hilmar verheiratet und publizierte unter dem Namen Hilmar-Voit.
Stark-Voit arbeitet seit 1989 intensiv mit dem amerikanischen Bariton Thomas Hampson zusammen. Sie ist in erster Linie als Herausgeberin von Partituren tätig. Sie ist im Vorstand der Internationalen Gustav Mahler Gesellschaft aktiv.